# Бовин, Александр Иванович
Александр Иванович Бовин (7 октября (20 октября) 1905, Пенза, Российская империя — 25 февраля 1991, Москва, РСФСР) — советский государственный деятель, министр лесного хозяйства СССР (1948—1953).

## Биография
Родился в бедной крестьянской семье.
С 1923 года — ученик слесаря, кочегар, помощник машиниста паровоза станции Пенза Рязанско-Уральской железной дороги.
- 1926—1928 гг. — секретарь организации ВЛКСМ стеклозавода «Красный гигант», секретарь Пензенского райкома ВЛКСМ, заведующий отделом Пензенского губкома ВЛКСМ.
- 1928—1930 гг. — инструктор, заведующий организационным отделом Пензенского окрпотребсоюза.
- 1930—1933 гг. — слушатель Высшей коммунистической сельскохозяйственной школы. Член ВКП(б) с июля 1926 г. В 1933 г. окончил Высшую коммунистическую сельскохозяйственную школу.
- 1933—1934 гг. — директор Центральных курсов по подготовке руководителей совхозов и МТС.
- 1934—1935 гг. — проректор Высшей коммунистической сельскохозяйственной школы.
- 1935—1937 гг. — директор Пензенского лесотехникума.
- 1937—1938 гг. — секретарь Южного райкома ВКП(б) г. Пенза.
- 1938—1939 гг. — секретарь Пензенского горкома партии.
- 1939 г. — инструктор Отдела руководящих партийных органов ЦК ВКП(б).
- 1939—1947 гг. — заместитель наркома (с марта 1946 г. — министра) лесной промышленности СССР.
- 1947—1948 гг. — министр лесной и бумажной промышленности РСФСР.
- 1948—1953 гг. — министр лесного хозяйства СССР.
- 1953—1954 гг. — начальник Главного управления лесного хозяйства Министерства сельского хозяйства СССР.
- 1954—1959 гг. — заместитель министра сельского хозяйства СССР.
- 1959—1961 гг. — начальник Главной инспекции Министерства сельского хозяйства СССР по лесному хозяйству.
- 1961—1963 гг. — начальник отдела лесного хозяйства Госплана СССР.

С мая 1963 г. персональный пенсионер союзного значения.
Похоронен на Ваганьковском кладбище (20 уч.).

## Награды и звания
Награждён  орденом Ленина, тремя орденами Трудового Красного Знамени, орденом «Знак Почёта» и медалями, так же знаком «50 лет пребывания в КПСС».